# Isola Zelënyj
L'isola Zelënyj (in russo Зелёный остров, Zelënyj ostrov) è un'isola russa, bagnata dal mare di Barents.
Amministrativamente fa parte del circondario cittadino (gorodskoj okrug) di Aleksandrovsk dell'oblast' di Murmansk, nel Circondario federale nordoccidentale.

## Geografia
L'isola è situata nella parte centro-meridionale del mare di Barents, all'interno della baia di Kola, sul suo lato nordoccidentale. Dista dal continente, nel punto più vicino, circa 6150 m.
Zelënyj si trova a est dell'ingresso della baia della Sajda. Ha una forma allungata irregolare, orientata in direzione nordest-sudovest, con il lato rivolto al mare aperto più lineare rispetto a quella rivolta alla terraferma. Misura circa 920 m di lunghezza e 385 m di larghezza massima al centro. Il punto più alto, al centro dell'isola, ha un'altezza massima di 39,6 m s.l.m. Le acque attorno all'isola raggiungono una profondità di 68 m.
I centri urbani più vicini all'isola sono la città di Gadžievo a sudovest e gli insediamenti, oggi disabitati, di Kuvšinskaja Salma a nordovest e di Sajda-Guba a sudovest.

### Isole adiacenti
Nelle vicinanze di Zelënyj si trovano:
- L'isola Toros (остров Торос), si trova poco al di là dell'ingresso della baia di Kola, 1,7 km a nord di Zelënyj. (69°18′18″N 33°27′14.5″E)
- Isola Medvežij (остров Медвежий), 950 m a sudest, è una piccola isola ovale, orientata in diresione ovest-est. Misura 330 m di lunghezza e 210 m di larghezza massima al centro. Raggiunge un'altezza massima di 20,4 m s.l.m.;[4] sull'altura si trova un punto di triangolazione geodetica.[4] (69°16′10″N 33°25′30″E)
- Isola Bol'šaja Voronucha (остров Большая Воронуха), 1,9 km a est, è un isolotto di 215 m di lunghezza e 90 m di larghezza massima. (69°16′31.7″N 33°27′50″E)
- Isola Kuvšin (остров Кувшин), 1,5 km a nordovest di Zelënyj, è un'isola rocciosa di forma ovale, situata all'ingresso della baia Kislaja (губа Кислая). È lunga quasi 900 m e larga 350 m al centro. La sua altezza massima e di 62 m s.l.m.,[4] mentre un'altra altura a sud misura 21,6 m s.l.m.[4] (69°17′54″N 33°24′50″E)
- Isola Sedlovatyj (Остров Седловатый), 3,1 km a sudest di Zelënyj, è una piccola isola a sudest dell'ingresso della baia della Sajda e a nordest di quello della baia Olen'ja. (69°15′29″N 33°28′36.5″E)